# Тищенко Валерія Євгенівна
Валерія Євгенівна Тищенко (14 листопада 2004 ) — українська плавчиня-синхроністка, чемпіонка світу.

## З життєпису
Представляє команду Харківської області.
У 2019 році виступила на юнацькому чемпіонаті світу, де посіла друге місце в довільній програмі комбінації. 
У 2022 році дебютувала на дорослому чемпіонаті світу, де стала чемпіонкою світу в довільній програмі комбінації та гайлайті. Спортсменка також увійшла до складу груп, але у технічній програмі українська команда не вийшла на старт, а у довільній програмі виграла срібну медаль.

## Державні нагороди
- Медаль «За працю і звитягу» (7 вересня 2023) — За досягнення високих спортивних результатів на ІІІ Європейських іграх у м.Кракові (Республіка Польща), виявлені самовідданість та волю до перемоги, піднесення міжнародного авторитету України.[1]